# Phulpur (dystrykt Allahabad)
Phulpur (hindi फूलपुर) – miasto w północnych Indiach w stanie Uttar Pradesh, na Nizinie Hindustańskiej.
Populacja miasta w 2001 roku wynosiła 21066 mieszkańców.